# Sergio Martini
Sergio Martini (ur. 29 lipca 1949 w Lizzanella) – włoski alpinista i himalaista, który jako siódmy człowiek na Ziemi zdobył Koronę Himalajów i Karakorum – wszystkie 14 szczytów o wysokości ponad 8000 metrów.
Jego pierwszym ośmiotysięcznikiem było K2. Wspólnie z innym Włochem Fausto De Stefanim został negatywnym bohaterem skandalu związanego ze zdobywaniem Korony Himalajów. Okazało się bowiem, że ich wejście na Lhotse w dniu 15 października 1997 roku to kłamstwo. Idący po nich Koreańczyk oświadczył, że zawrócili nie – jak utrzymywali – 10 metrów od zdradliwego szczytowego nawisu, lecz około 150 metrów poniżej wierzchołka. De Stefani upierał się przy swoim twierdzeniu, natomiast Martini dołączył wiosną 2000 roku do grupy Piotra Pustelnika, by zaatakować ten szczyt ponownie, tym razem do samego czubka, czego świadkami byli Słoweńcy Franc Pepevnik i Milan Romih.